# Hugo Pratsch

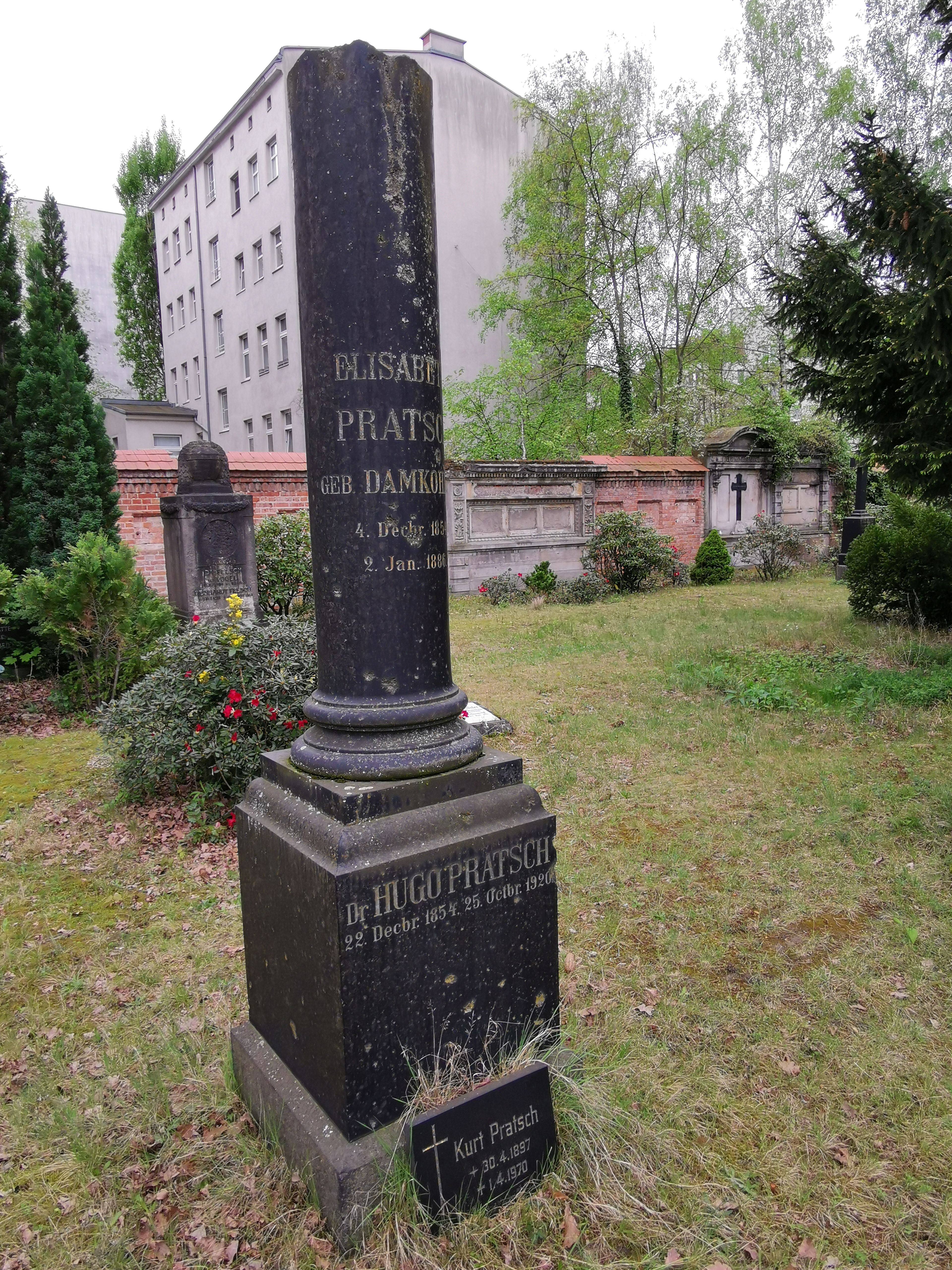
Grab Dorotheenstädtischer Friedhof II Liesenstraße, Berlin-Wedding

Hugo Pratsch (* 22. Dezember 1854; † 25. Oktober 1920 in Berlin) war ein deutscher Romanist.
Seine Promotion erfolgte im Januar 1878 an der Georg-August-Universität Göttingen. Pratsch war Chefredakteur der Berliner Börsen-Zeitung. Er wurde auf dem Dorotheenstädtischen Friedhof II in Berlin bestattet.

## Schriften in Auswahl
- Biographie des Troubadours Folquet von Marseille. Inaugural-Dissertation, 1878, Buchdruckerei von Gustav Schade, 58 Seiten, 1878.
- Die Welt als Werkstatt: socialpolitische Ansichten des Herrn Wilhelm Lehmann, Tischlermeister a. D. Verlag Hofmann, 96 Seiten, 1893.